# Renault Avantime
La Renault Avantime è una autovettura monovolume a tre porte, unica nel suo genere e classificabile anche come coupé, prodotta dalla casa automobilistica francese Renault dal 2001 al 2003.

## Profilo

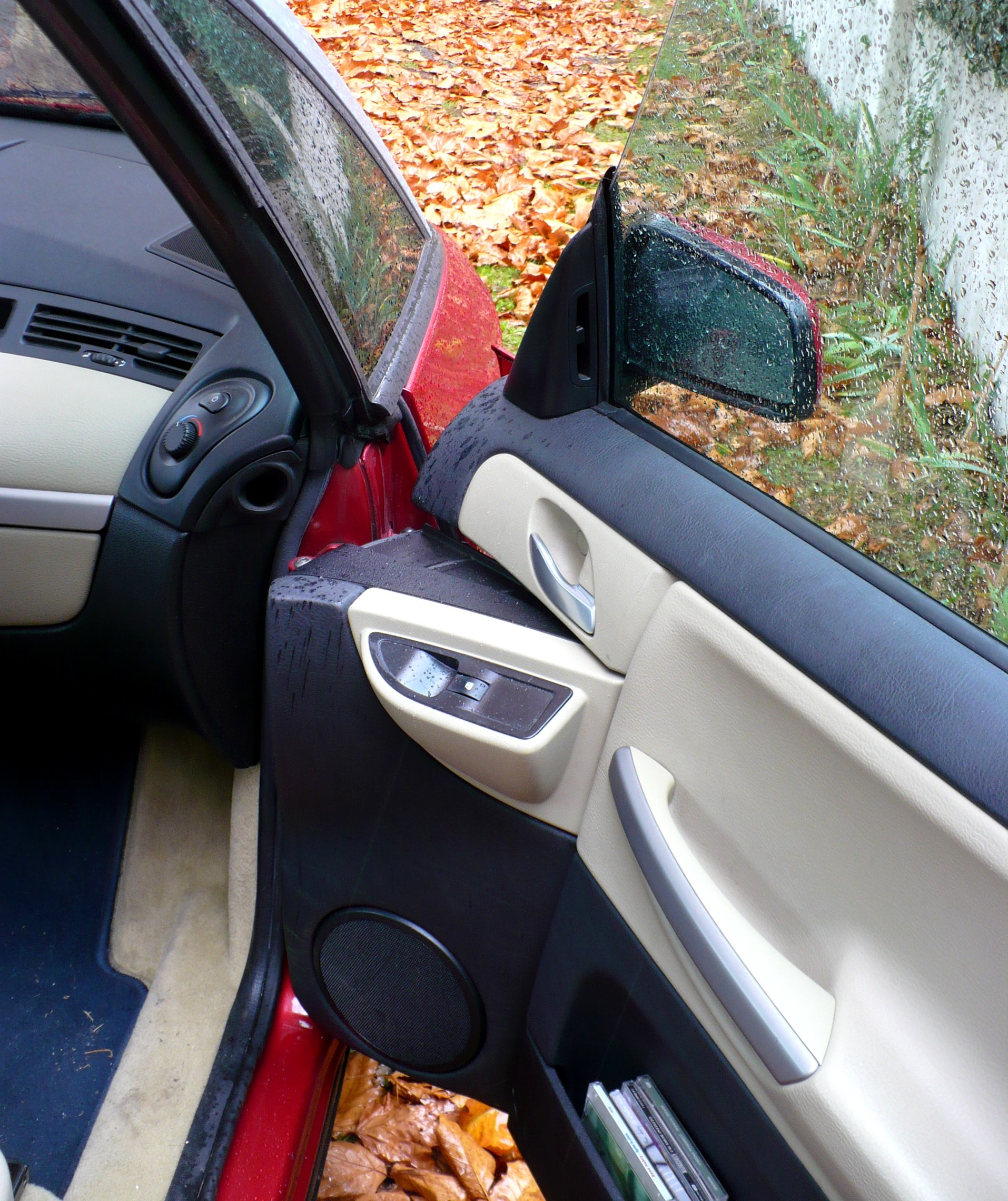
Dettaglio delle portiere di una Avantime, con la caratteristica apertura a doppie cerniere

Lanciata nel 2001, la Avantime possedeva una linea quasi identica a quella di un prototipo con lo stesso nome presentato dalla Renault nel 1999. Nel corso della sua breve vita fu fabbricata dalla Matra nella fabbrica di Romorantin. Gli scarsi ordini resero la vettura un flop commerciale, quindi ai vertici Renault si decise di interromperne prematuramente la produzione e la vendita nel 2003, soltanto poco più di due anni dopo il debutto.
Per la carrozzeria esterna veniva utilizzata la stessa soluzione già utilizzata nelle prime serie della Renault Espace, costruite nella stessa fabbrica, cioè un telaio in acciaio abbinato a pannelli in vetroresina.
Con la terza serie della Espace condivideva inoltre il telaio e la meccanica. Diversamente a quanto effettuato per la Espace, però, i brancardi e le sovrastrutture erano in alluminio.
Una delle cause dell'insuccesso della Avantime fu l'essere eccessivamente fuori dalle righe per via delle sue ricercatezze stilistiche: non si era mai vista prima di allora (e non si vedrà più neanche in seguito) una vettura che tentasse di fondere una carrozzeria coupé a una carrozzeria monovolume. Il fatto di avere tre porte in quello che comunque era un corpo vettura monovolume ne decretò la bassa praticità e versatilità (per i motivi sopra descritti la Avantime aveva omologati solo quattro posti) e tagliò via un grande numero di potenziali clienti, i quali preferirono le più classiche monovolume, tra cui la stessa Espace. Le portiere della Avantime erano caratterizzate da un particolare meccanismo con un doppio sistema di cerniere che, di fatto, divideva la portiera in due parti che si potevano muovere in maniera indipendente. Ricercata era anche la coda, caratterizzata dai singolari gruppi ottici "a fiocco". Nonostante l'insuccesso della Avantime, le sue soluzioni stilistiche, tra cui il singolare taglio del portellone posteriore, furono impiegate anche su altre vetture Renault come la Vel Satis, la Mégane seconda serie e la Scénic seconda serie.

## Motorizzazioni
Venne prodotta con tre motorizzazioni, di cui due a benzina e una diesel. Ecco una breve descrizione dei propulsori utilizzati:
- 2.0 Turbo: 4 cilindri in linea Renault da 1998 cm³, alimentazione a iniezione elettronica multipoint, sovralimentazione mediante turbocompressore, potenza massima di 165 CV a 5000 giri/min, coppia massima di 250 Nm a 2000 giri/min.
- 3.0 V6: 6 cilindri a V PSA-Renault L7XG7 da 2946 cm³, aspirato con alimentazione a iniezione elettronica multipoint, potenza massima di 207 CV a 6000 giri/min, coppia massima di 285 Nm a 3750 giri/min.
- 2.2 dCi: 4 cilindri in linea Renault da 2188 cm³ di cilindrata, turbodiesel common rail, potenza massima di 150 CV a 4000 giri/min, coppia massima di 320 Nm a 1750 giri/min.